# Asteria (musique)
Pour les articles homonymes, voir Astéria (homonymie).
Asteria est un ensemble de musique ancienne américain créé en 2004, spécialisé dans la musique médiévale et la musique de la Renaissance. L'ensemble est composé de Sylvia Rhyne (soprano) et Eric Redlinger (ténor et luth).
Les interprétations d'Asteria sont basées sur d'importants travaux de recherche sur les sources originales de ces musiques. Le répertoire d'Asteria concerne particulièrement la chanson du XVe siècle et des compositeurs tels que Guillaume Du Fay et Antoine Busnoys.
Asteria a réalisé plusieurs enregistrements (label Magnatune) et a été salué par la critique dans de nombreuses revues musicales.

## Discographie
- Le souvenir de vous me tue, 2004[4],[5].
- Soyes loyal, 2006[4]
- Un tres doulx regard, 2009[4]
- For the love of Jacqueline, 2012[4]

## Distinctions
- Asteria remporte en 2004 le prix Unicorne de musique ancienne, dans la catégorie « Moyen Âge et Renaissance ».